# Северный хохлатый пингвин
Северный хохлатый пингвин (лат. Eudyptes moseleyi) — это пингвин из рода хохлатых пингвинов. Раньше выделялся вид Eudyptes chrysocome, но теперь он разделён на 2 вида — северный и южный.
В 2009 году было опубликовано исследование, показавшее, что с 1950-х годов популяция вида сократилась на 90 %. В настоящее время вид считается находящимся в опасности. 

Название «рокхоппер» (англ. «Rockhopper» — «скалолаз») получил за любовь к лазанию по скалам.

## Классификация и эволюция
Eudyptes chrysocome был разделён на северный и южный виды после публикации в 2006 году исследования, указывающего на генетические,морфологические и другие различия между ними, в первую очередь особенности вокализации. Молекулярно-генетические исследования показали, что разделение этих двух видов могло быть вызвано сдвигом водных массивов в Южном полушарии, произошедшим в среднем плейстоцене и тем самым изменив среду обитания у северной границы гнездового ареала хохлатых пингвинов, что привело к экологической изоляции. Учитывая то, что острова Амстердам и Сен-Поль возникают уже после дивергенции, это также указывает на то, что эти территории были заселены пингвинами с архипелага Тристан-да-Кунья, а не с субантарктических островов Индийского океана.

## Ареал и среда обитания
Большая часть популяции гнездятся на островах Тристан-да-Кунья и Гоф, в южной части Атлантического океана.

## Экология и поведение

### Питание
Птица питается крилем, ракообразными, кальмарами, осьминогами и рыбой.

### Размножение
Размножается в больших гнездовых колониях. Эти колонии могут располагаться как у самого моря, так и на крутых склонах. Иногда гнездится в глубине островов.

### Популяция и угрозы виду
В настоящее время на острове Гоф обитает от 100 000 до 500 000 гнездящихся пар. От 18 000 до 27 000 пар живёт на острове Инаксессибл, от 3 200 до 4 500 — на острове Тристан-да-Кунья. В 1993 году было обнаружено 25 000 пар птиц на острове Амстердам и 9 000 пар на острове Сейнт-Пол, оба острова находятся в Индийском океане. С 1990-х годов не получено никаких данных о динамике популяции вида. В атлантической части ареала его популяция сокращается на 2,7 % в год. Сокращение популяции на острове Гоф эквивалентно исчезновению 100 птиц в день с 1950-х годов. 

В 2009 году было опубликовано исследование, показавшее сокращение популяции вида на 90 % с 1950-х годов и объяснившее это рядом причин. Эти причины таковы: изменение климата, изменения в морских экосистемах, чрезмерный вылов кальмаров и осьминогов человеком, заставивший птиц голодать. Возможно, также сыграли свою роль загрязнение среды обитания и фактор беспокойства со стороны экотуристов и рыбаков, а также сбор яиц человеком. Возможно также, что завезённая на острова домовая мышь (Mus musculus), питаясь яйцами и птенцами птиц, также повлияла на сокращение их численности. Последним из указанных в исследовании фактором было взаимодействие вида с субантарктическим морским котиком (Arctocephalus tropicalis), который и охотится на птиц в качестве хищника, и конкурирует с ними за пищевые ресурсы.
По признаку «сокращение численности в течение последних 3 поколений (или 30 лет)» вид считается находящимся в опасности.